# あの界隈を恋愛ドラマにしたら…不覚にもキュンときた
『あの界隈を恋愛ドラマにしたら…不覚にもキュンときた#ふかキュン』（あのかいわいをれんあいどらまにしたらふかくにもきゅんときた　はっしゅたぐふかきゅん） は、2022年7月30日から12月24日まで放送されていた中京テレビ制作のドラマ番組・バラエティ番組。

## 概要
特殊な職業に就いていたり独特な嗜好を持つ、”コアで気になる界隈”の人物が実際に経験した恋愛エピソードをドラマ仕立てで紹介する恋愛バラエティ&ドラマ番組である。
2022年10月3日（2日深夜）より、西日本放送で遅れネットを開始した。
2022年12月24日をもって終了。本番組の終了に伴い、中京テレビは23時後半の自社製作からは完全撤退し、2023年1月7日から、後番組は日本テレビ制作の『千鳥かまいたちアワー』を放送する。

## MC
- 桜井日奈子
- ヒコロヒー
- 森田哲矢（さらば青春の光）

## ネット局
| 放送対象地域   | 放送局             | 系列           | 放送期間                       | 放送日時                     | ネット状況 |
| -------------- | ------------------ | -------------- | ------------------------------ | ---------------------------- | ---------- |
| 中京広域圏     | 中京テレビ（CTV）  | 日本テレビ系列 | 2022年7月30日 - 12月24日       | 土曜 23:30 - 23:55           | 制作局     |
| 新潟県         | テレビ新潟（TeNY） | 日本テレビ系列 | 2022年 8月30日 - 2023年1月24日 | 火曜 0:59 - 1:29（月曜深夜） | 遅れネット |
| 岡山県・香川県 | 西日本放送（RNC）  | 日本テレビ系列 | 2022年10月3日 - 2023年2月27日  | 月曜 1:25 - 1:55（日曜深夜） | 遅れネット |

## スタッフ
- 企画・演出 - 守屋泰斗（CTV）
- 構成 - 谷口マサヒト、坂田至、こま
- ナレーション - 望月杏夏
- ふかキュンドラマ
  - 脚本 - 谷口マサヒト（第1話）
  - 撮影 - 細田惇（第1話）
  - VE - 早川裕樹（第1話）
  - 技術プロデューサー - 飯田次郎
  - 照明 - 福田実江子（第1話）
  - 録音 - 北野莉那（第1話）
  - 美術 - 佐藤康（第1話）
  - スタイリスト - 小野魁人（第1話）
  - ヘアメイク - 北野恵利（第1話）
  - 美術協力 - ニチユ―（第1話）、SAMRAT（第1話）
  - メイク協力 - ライスフォース（第1話）
  - 助監督 - 小野裕昌（第1話）、荒悠哉（第1話）
  - 制作担当 - 猪怜美（第1話）
  - AP - 三浦菜月美（第1話）
  - プロデューサー - 國枝菜穂子（MMJ、第1話）、浅井千瑞（MMJ、第1話）
  - 監督 - 松嵜由衣（第1話）
- カメラ - 福浦俊輔、大脇悠誠
- 音声 - 長島大輔
- TK - 梅澤和世
- 音効 - 阿部雄太
- EED - 渡邊寛樹
- MA - 木村亮允
- タイトル・CG - 榛葉大介
- 美術協力 - アドネオン
- 技術協力 - 極東電視台、IMAGICA Lab.
- スタイリスト - 阿井真里
- メイク - 上原ゆきこ
- 編成 - 渡辺祐史（CTV）
- 広報 - 鈴木菜摘（CTV）
- AP - 宇佐美昭
- デスク - 大山実弓
- AD - 岩井香奈依、丸目綾子、藤原愛華
- ディレクター - 佐藤孝則、芝隆一、中西ひかり
- 制作協力 - MMJ、極東電視台
- コンテンツプロデューサー - 池田京平（CTV）
- チーフプロデューサー - 浅田大道（CTV）
- 製作著作 - 中京テレビ